# Teksańska masakra piłą mechaniczną (seria)

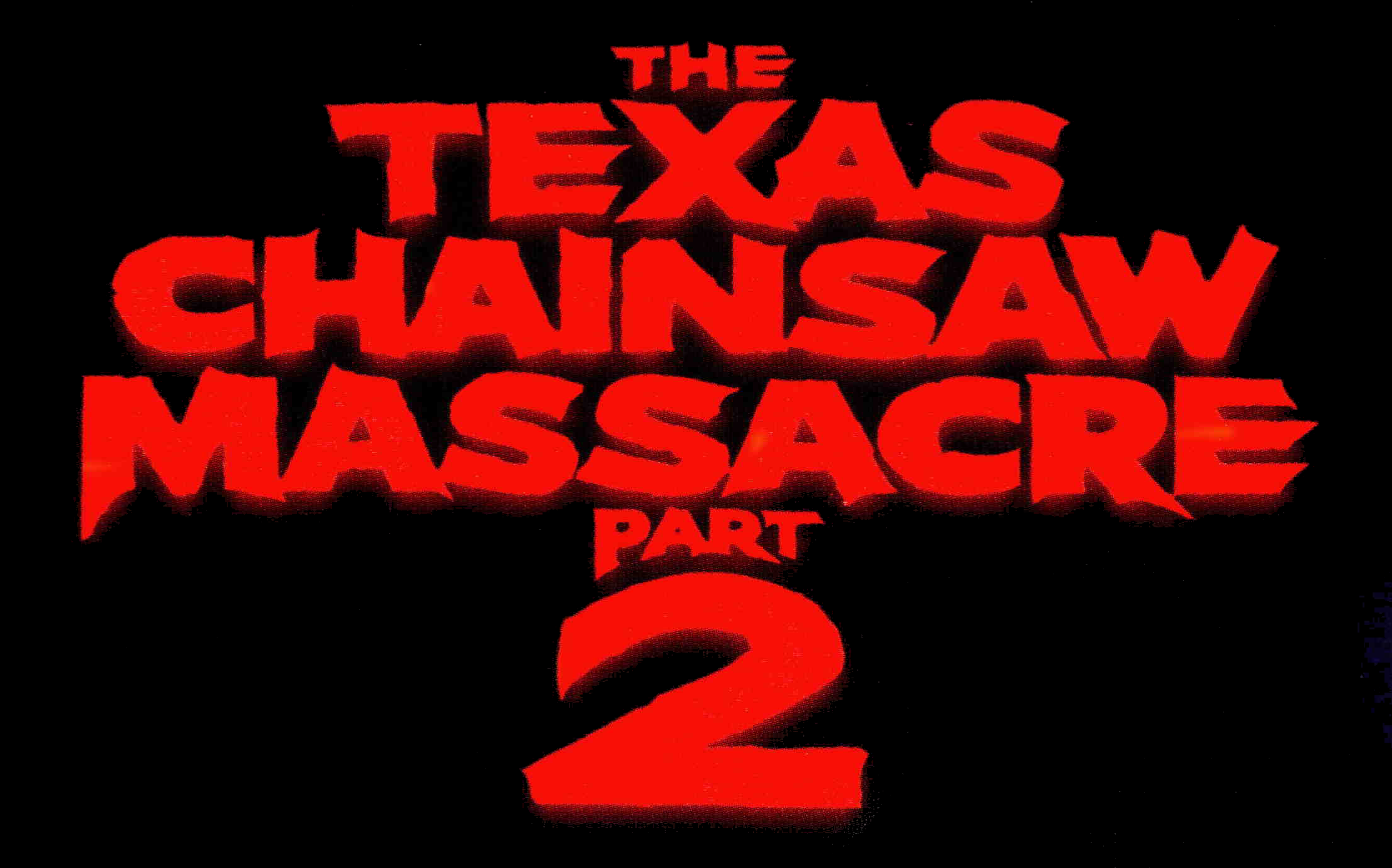
Logo filmu "Teksańska masakra piłą mechaniczną 2"

Teksańska masakra piłą mechaniczną – seria filmowych horrorów, powstałych w latach 1974–2022, których głównym bohaterem jest sadystyczny morderca Leatherface, pozbawiający swoje ofiary życia przy pomocy tytułowego narzędzia.
Każdy film z cyklu obrazuje historię tragedii grupy ludzi, zazwyczaj nastolatków, którzy zbiegiem okoliczności trafiają na teksańskie peryferie, terroryzowane przez Leatherface'a i jego rodzinę. Filmy z serii w Polsce dozwolone są od lat osiemnastu, a amerykańska organizacja MPAA przypisało im kategorię „R” (osoby poniżej siedemnastego roku życia mogą oglądać film jedynie z pełnoletnim opiekunem). Produkcje z filmowej serii są bowiem apogeum brutalności i okrucieństwa, gdyż gromadzą w sobie liczne sceny bestialskich mordów i tortur zarówno fizycznych, jak i psychicznych, zadawanych głównym bohaterom.
Dotąd powstało siedem filmów powiązanych postacią Leatherface'a:
1. 1974: Teksańska masakra piłą mechaniczną  (The Texas Chain Saw Massacre) – film wielokrotnie uważany za prekursor podgatunków slasher i gore. Wyreżyserowany przez Tobe’a Hoopera obraz zrealizowany za niewielkie pieniądze, który w mgnieniu oka zarobił miliony i z miejsca stał się klasyką. Hooper, tworząc ten film, wzbudzał liczne kontrowersje i spekulacje, nigdy bowiem wcześniej w Stanach Zjednoczonych nie powstał obraz równie krwawy i przedstawiający tak brutalnych zajść. Na przestrzeni ponad trzech dekad film zyskał miano kultowego, a obecnie uważany jest za jeden z najbardziej przerażających utworów w historii kinematografii. Obraz zainspirowany został historią Eda Geina.
2. 1986: Teksańska masakra piłą mechaniczną 2 (The Texas Chainsaw Massacre 2) – film wyreżyserował Tobe Hooper, po dwunastu latach wracając do postaci Leatherface'a. Tym razem obraz przedstawiono w formie tyleż horrorystycznej, co groteskowo komediowej. Druga część Teksańskiej masakry piłą mechaniczną odniosła sukces komercyjny, lecz w przeciwieństwie do swojej poprzedniczki – już nie artystyczny.
3. 1990: Teksańska masakra piłą mechaniczną III (Leatherface: The Texas Chainsaw Massacre III) – choć reżyserię trzeciego filmu z serii początkowo proponowano Peterowi Jacksonowi, ostatecznie przypisano ją średnio znanemu Jeffowi Burrowi. Ta część nie odniosła takiego sukcesu, jak części poprzednie.
4. 1994: Teksańska masakra piłą mechaniczną: Następne pokolenie (The Return of The Texas Chainsaw Massacre) – film zrealizowany przez Kima Henkela, współscenarzystę pierwszej części oraz współproducenta remake’u i prequela. Odsłona, która przyniosła twórcom zdecydowanie najmniej wpływów pieniężnych, została zlinczowana przez krytykę i pogrzebała szanse na kontynuowanie serii.
5. 2003: Teksańska masakra piłą mechaniczną (The Texas Chainsaw Massacre) – zrealizowany przez Marcusa Nispela, twórcę teledysków, niskobudżetowy remake klasycznej pozycji Hoopera odniósł sukces komercyjny. Zyski z biletów przeznaczono na realizację kolejnej części filmu.
6. 2006: Teksańska masakra piłą mechaniczną: Początek (The Texas Chainsaw Massacre: The Beginning) – w przeszło dwa lata po udanym debiucie Nispela na ekranach kin zagościł prolog Teksańskiej masakry piłą mechaniczną. Tym razem reżyserię powierzono doświadczonemu już twórcy dreszczowców – Jonathanowi Liebesmanowi. Jednym z współproducentów, podobnie jak w filmie z 2003 roku, był Michael Bay, kreator m.in. Armageddonu. W USA film spotkał się z przyjęciem pozytywnym; na tyle, by stworzyć kolejną odsłonę Teksańskiej masakry piłą mechaniczną. Ostatecznie realizację kolejnego sequela zdementowano na łamach portalu internetowego Bloody Disgusting.
7. 2013: Piła mechaniczna 3D (Texas Chainsaw 3D) – pomimo informacji podanych przez Bloody Disgusting, w październiku 2009 roku studio Twisted Pictures podpisało umowę i zakupiło od Platinum Dunes prawa na realizację kolejnych filmów z serii[1]. Pierwszy z nich, Piła mechaniczna 3D, ukazał się w styczniu 2013. Reżyser John Luessenhop okrzyknął swój projekt jako pierwszy właściwy sequel Teksańskiej masakry piłą mechaniczną Tobe’a Hoopera. Krytycy wydali filmowi negatywne recenzje.
8. 2017: Leatherface – prequel do Teksańskiej masakry piłą mechaniczną.  Para reżyserów: Alexandre Bustillo oraz Julien Maury przedstawiają swoją wersję dzieciństwa Leatherface'a, a także ciągu wydarzeń, które doprowadziły go do tego, kim jest w pozostałych odsłonach serii. Film zebrał raczej negatywne opinie krytyków[2].
9. 9.2022: Teksańska masakra piłą mechaniczną (film w reżyserii Davida Blue garcii, sequel do oryginalnego filmu z 1974 roku. Netlixowa produkcja opowiadająca o wydarzeniach dziejących się ponad 50 lat po oryginalnej masakrze. Film spotkał się z chłodnym przyjęciem recenzentów[3].